# Губка Боб Квадратные Штаны (7 сезон)
Седьмой сезон «Губка Боб Квадратные Штаны» транслировался с 19 июля 2009 по 11 июня 2011. В России 7 сезон транслировался на Nickelodeon с 22 апреля 2010 по 12 января 2012 года. Он состоит из 26 серий.

## Производство
13 марта 2008 года мультсериал был продлён на седьмой сезон. Премьера седьмого сезона состоялась 19 июля 2009 года с серий «Тентакл-видение» и «Я люблю танцевать». Сима Заргами, президент Nickelodeon, сказала: «Сила бренда Nickelodeon заключается в том, как мы принимаем всё, что важно для детей, и как мы находимся с ними практически везде, где они хотят. Наша открытая философия, чтобы дать аудитории доступ ко всему, что они любят, и наша приверженность созданию инновационного контента, поставили нас на вершину кабельного телевидения и онлайна. Nickelodeon имеет сильный импульс как бренд и бизнес, и у нас есть отличный фундамент, построенный на больших талантах и отношениях с некоторыми из лучших творческих лидеров в нашей отрасли». Браун Джонсон, президент анимационного отдела Nickelodeon, сказал: «Мы очень рады, что делаем ещё один сезон „Губки Боба“ — сериала, который мы надеемся сделать в течение длительного времени». Шоураннером седьмого сезона был Пол Тиббит, а исполнительными продюсерами — Стивен Хилленберг и сам Тиббит.
В 2011 году Nickelodeon ввёл телесериал-антологию «Легенды Бикини-Боттом», состоящий из шести эпизодов седьмого сезона. Он впервые был выпущен 27 января 2011 года на Facebook, после чего были показаны по телевидению. Браун Джонсон сказал: «Формат телесериала-антологии „Легенды Бикини-Боттом“ предоставляет прекрасную возможность попробовать что-то новое, где мы можем привлечь внимание 16 миллионов поклонников „Губки Боба“ к социальным сетям, в дополнение к новому контенту в эфире».
Раскадровка делалась на студии «Nickelodeon Animation Studio» (Бербанк, штат Калифорния), а анимация — за границей, в студии «Rough Draft Studios» в Южной Корее. Над анимацией сезона работали: Алан Смарт, Том Ясуми и Эндрю Овертум.
Раскадровку седьмого сезона делали: Аарон Спрингер, Зеус Цервас, Кейси Александр, Шон Чэрмэтц, Люк Брукшир и Нэйт Кэш.
Главным сценаристом седьмого сезона был Стивен Бэнкс. Над сценариями также работали Дэни Михаэли, мистер Лоуренс, Ричард Пурсель и Дерек Иверсен, в частности: Аарон Спрингер, Зеус Цервас, Кейси Александр, Шон Чарматц, Люк Брукшир и Нэйт Кэш.

## Серии
| № общий | № в сезоне | Название                                                                               | Художник                  | Автор сценария                                             | Дата премьеры в США | Дата премьеры в России |
| --- | ---------- | -------------------------------------------------------------------------------------- | ------------------------- | ---------------------------------------------------------- | ------------------- | ---------------------- |
| 127a | 1a         | «Тентакл-видение» «Tentacle-Vision»                                                    | Алан Смарт                | Люк Брукшир, Нэйт Кэш и Дерек Иверсен                      | 19 июля 2009        | 10 января 2011         |
| Сквидвард затевает собственное телешоу. Но Губка Боб опять всё портит. |            |                                                                                        |                           |                                                            |                     |                        |
| 127b | 1b         | «Я люблю танцевать» «I ♥ Dancing»                                                      | Том Ясуми                 | Кейси Александр, Зеус Цервас и Даг Лоуренс                 | 19 июля 2009        | 10 января 2011         |
| Губку Боба приглашает одна из посетительниц Красти Краба на просмотр для участия в танцевальном номере, увидев, как Губка Боб танцует. Сквидвард хочет попасть на это шоу, и чтобы Губка Боб не смог попасть на просмотр, Сквидвард решает тренировать его до потери сознания. |            |                                                                                        |                           |                                                            |                     |                        |
| 128a | 2a         | «Болезнь роста» «Growth Spout»                                                         | Эндрю Овертум             | Аарон Спрингер и Ричард Пурсель                            | 19 июля 2009        | 11 января 2011         |
| Дочь Крабса вдруг начала усиленно расти и у неё проснулся зверский аппетит. Она требует у отца еды, но Крабс не хочет тратить деньги и вынужден метаться по городку в поисках еды для дочери. |            |                                                                                        |                           |                                                            |                     |                        |
| 128b | 2b         | «Вечный клей» «Stuck in the Wringer»                                                   | Алан Смарт                | Зеус Цервас, Шон Чэрмэтц и Дерек Иверсен                   | 19 июля 2009        | 11 января 2011         |
| Губка Боб после душа поскальзывается на мыле, случайно попадает в выжималку для белья и застревает в ней, а Патрик, не понимая ситуации, случайно мажет Губку Боба клеем. Губка Боб оказывается навсегда заключённым в выжималке, как в ловушке. |            |                                                                                        |                           |                                                            |                     |                        |
| 129a | 3a         | «Кто-то на кухне вместе с Сэнди» «Someone’s in the Kitchen with Sandy»                 | Том Ясуми                 | Кейси Александр, Зеус Цервас и Дэни Михаэли                | 19 июля 2009        | 12 января 2011         |
| Планктон крадёт у Сэнди её шкуру и, притворившись ей, пытается узнать у Губки Боба секретную формулу крабсбургера. Но тот решает, что «Сэнди» просто хочет научиться готовить. Тем временем Сэнди обнаруживает пропажу и отправляется на поиски вора. |            |                                                                                        |                           |                                                            |                     |                        |
| 129b | 3b         | «Шпионаж» «The Inside Job»                                                             | Эндрю Овертум             | Люк Брукшир, Нэйт Кэш и Даг Лоуренс                        | 19 июля 2009        | 12 января 2011         |
| Карен говорит, что может помочь Планктону раздобыть секрет крабсбургера. Она создаёт специальное приспособление, при помощи которого Планктон сможет узнать все мысли мистера Крабса. Карен целится Планктоном в мистера Крабса, но случайно промахивается и попадает в Губку Боба. |            |                                                                                        |                           |                                                            |                     |                        |
| 130a | 4a         | «Жирные вкуснятинки» «Greasy Buffoons»                                                 | Том Ясуми                 | Аарон Спрингер и Дерек Иверсен                             | 27 ноября 2009      | 2 апреля 2011          |
| В подвале Красти Крабс, накопилось много жира. Мистер Крабс вылил весь жир к Помойному Ведру. Планктону в голову приходит идея, добавлять жир в котлеты. Все клиенты Красти Крабс обедают теперь в «Помойном Ведре». Мистер Крабс тоже решает воспользоваться жиром, и между Крабсом и Планктоном возникает настоящая конкуренция. |            |                                                                                        |                           |                                                            |                     |                        |
| 130b | 4b         | «Губка — звезда телевидения» «Model Sponge»                                            | Том Ясуми                 | Кейси Александр, Зеус Цервас и Даг Лоуренс                 | 27 ноября 2009      | 2 апреля 2011          |
| Губка Боб случайно услышал разговор мистера Крабса по телефону о том, что ему предстоит расстаться с «малышом». Он решает, что Крабс решил его уволить и уходит из Красти Крабс. В порыве переживаний он вместе с Патриком отправляется искать новую работу, но за что бы он ни брался — из всего получался крабсбургер. Так он решает, с благословения Патрика, попробовать свои силы в качестве актёра в рекламном ролике. |            |                                                                                        |                           |                                                            |                     |                        |
| 131a | 5a         | «Наведём чистоту в Бикини Боттом» «Keep Bikini Bottom Beautiful»                       | Алан Смарт                | Люк Брукшир, Нэйт Кэш и Дэни Михаэли                       | 2 января 2010       | 20 января 2011         |
| Сквидварда оштрафовал полицейский за то, что он нечаянно намусорил (наступил на выброшенную кем-то жвачку, затем отцепил её) и отправляет Сквидварда на общественные работы по уборке мусора, в качестве наказания. Там его находит Сквилльям, и говорит, что ему поставили памятник, в знак того, что он очистил город за неделю. Но Сквидвард доложил своему сопернику, что он очистит Бикини Боттом за день. Губка Боб решает помочь ему в этом. |            |                                                                                        |                           |                                                            |                     |                        |
| 131b | 5b         | «Друг для Гэри» «A Pal for Gary»                                                       | Эндрю Овертум             | Кейси Александр, Зеус Цервас и Ричард Пурсель              | 2 января 2010       | 20 января 2011         |
| Губка Боб думает, что когда он на работе, Гэри остаётся один дома и ему скучно. Губка Боб решает купить друга для Гэри по имени Пушистик, который настроен к нему недружелюбно (он просто не послушал советы продавщицы, что питомец Пушистик - один из тех, кто живёт без компании, иначе будет убивать второго питомца без всяких различий). |            |                                                                                        |                           |                                                            |                     |                        |
| 132a | 6a         | «Твоё, моё и опять моё» «Yours, Mine, and Mine»                                        | Эндрю Овертум             | Люк Брукшир, Нэйт Кэш и Стивен Бэнкс                       | 11 сентября 2010    | 27 января 2011         |
| После того, как Патрик за деньги Губки Боба покупает детский набор с крабсбургером и съедает все один, он обнаруживает, что в коробке нет игрушки и поднимает бурю возмущения, требуя вернуть деньги. Крабсу приходится делать из подручных средств фирменную игрушку. Губка Боб и Патрик решают, что это их общая игрушка и договариваются играть с ней по очереди. Но потом Патрик не хочет делиться игрушкой, так как он не понимает, что такое делиться и придумывает любые отмазки и хитрости лишь чтобы прикрывали обманщика. |            |                                                                                        |                           |                                                            |                     |                        |
| 132b | 6b         | «Жадный Крабс» «Kracked Krabs»                                                         | Алан Смарт                | Люк Брукшир, Нэйт Кэш и Даг Лоуренс                        | 11 сентября 2010    | 27 января 2011         |
| Мистер Крабс собирается ехать на церемонию, посвящённую номинации самого жадного краба, которую ежегодно проводят его друзья — крабы-крохоборы и берёт с собой Губку Боба. |            |                                                                                        |                           |                                                            |                     |                        |
| 133a | 7a         | «Проклятье над Бикини Боттом» «The Curse of Bikini Bottom»                             | Эндрю Овертум             | Люк Брукшир, Нэйт Кэш и Даг Лоуренс                        | 24 октября 2009     | 3 февраля 2011         |
| Губка Боб и Патрик играют на кладбище с газонокосилкой, но случайно сбривают ей бороду Летучему Голландцу. А тот как раз собирался пойти на свидание. В гневе Голландец превращает Губку Боба и Патрика в призраков и расколдует их только тогда, когда у него снова отрастёт борода. |            |                                                                                        |                           |                                                            |                     |                        |
| 133b | 7b         | «Сквидвард в стране кларнетов» «Squidward in Clarinetland»                             | Том Ясуми                 | Кейси Александр, Зеус Цервас и Дэни Михаэли                | 24 марта 2010       | 3 февраля 2011         |
| Сквидвард собирается участвовать в прослушивании, и он приносит с собой на работу кларнет. Сквидвард требует хранилище для своего инструмента, и мистер Крабс выделяет ему старый сейф для хранения кларнета, но тот должен делить его с Губкой Бобом. Через некоторое время кларнет оттуда пропадает, в процессе поиска Сквидвард попадает в страну кларнетов. |            |                                                                                        |                           |                                                            |                     |                        |
| 134 | 8          | «Последняя линия обороны Губки Боба» «SpongeBob’s Last Stand»                          | Эндрю Овертум и Том Ясуми | Аарон Спрингер, Стивен Бэнкс и Дерек Иверсен               | 22 апреля 2010      | 22 апреля 2010         |
| Губка Боб и Патрик — любители погулять по Полям Медуз. Только здесь они по настоящему счастливы. Они веселятся и поют «Песню про медуз». Вдруг Патрик замечает большой плакат, где написано, что в этом месте будет проложено высокоскоростное шоссе. Губка Боб понимает, что если построят дорогу, то медузам придётся переселиться в другое место а некоторые медузы вымрут. Губка Боб и Патрик решают протестовать против строительства дороги, но их никто не слушает. |            |                                                                                        |                           |                                                            |                     |                        |
| 135a | 9a         | «Назад в прошлое» «Back to the Past»                                                   | Алан Смарт                | Кейси Александр, Зеус Цервас и Дэни Михаэли                | 15 февраля 2010     | 4 апреля 2011          |
| Губка Боб и Патрик решили помочь Морскому Супермену и Очкарику, и за это супергерои решили порадовать друзей и показать им коллекцию героических вещей. Патрик случайно запускает машину времени и отправляет всех в прошлое, после чего изменяется настоящее: Морской Злодей поработил всех жителей города и стал правителем, а на месте «Красти Краб» стоит ресторан Злодея, в котором работают Морской Супермен — поваром и Очкарик — кассиром. Наши друзья отправляются снова в прошлое, чтобы все исправить. |            |                                                                                        |                           |                                                            |                     |                        |
| 135b | 9b         | «Клуб плохих парней-злодеев» «The Bad Guy Club for Villains»                           | Алан Смарт                | Кейси Александр, Зеус Цервас и Дэни Михаэли                | 15 февраля 2010     | 4 апреля 2011          |
| Патрик скучал, когда Губка Боб принёс кассету с потерянной серией «Приключений Морского Супермена и Очкарика. Секретное Собрание». Довольные друзья уселись смотреть фильм. В фильме говорилось о том, что Морской Супермен и Очкарик случайно заметили, что все монстры и преступники направились в Бикини Боттом. Они решили, что ничто, кроме плохих дел, не может объединять столь омерзительных личностей. |            |                                                                                        |                           |                                                            |                     |                        |
| 136a | 10a        | «День без слёз» «A Day Without Tears»                                                  | Том Ясуми                 | Аарон Спрингер и Стивен Бэнкс                              | 22 марта 2010       | 10 февраля 2011        |
| Губка Боб очень часто плачет, даже по пустякам. Сквидварда это злит. Он обозвал его плаксой и продемонстрировал вырезки из видеозаписей, на которых Губка Боб рыдает. Губка Боб обещает, что больше плакать не будет. Сквидвард не верит и придумал для Губки Боба спор. Если Губка Боб прольёт хоть одну слезу до конца дня, то он проиграет. |            |                                                                                        |                           |                                                            |                     |                        |
| 136b | 10b        | «Летняя работа» «Summer Job»                                                           | Алан Смарт                | Кейси Александр, Зеус Цервас и Дерек Иверсен               | 22 марта 2010       | 10 февраля 2011        |
| Убегая от Губки Боба, Миссис Пафф врезается в Красти Крабс, и ей приходится работать под начальством Губки Боба, чтобы покрыть расходы на ремонт. |            |                                                                                        |                           |                                                            |                     |                        |
| 137a | 11a        | «Обед из одного блюда» «One Coarse Meal»                                               | Эндрю Овертум             | Кейси Александр, Зеус Цервас и Даг Лоуренс                 | 25 марта 2010       | 17 февраля 2011        |
| Во время очередной атаки Планктона на Красти Краб, объявляется дочь-кит мистера Крабса, и Планктон в страхе убегает, так как боится китов. Чтобы напугать Планктона ещё больше, Крабс переодевается в Перл и доводит Планктона до параноидального состояния. |            |                                                                                        |                           |                                                            |                     |                        |
| 137b | 11b        | «Гэри влюбился» «Gary in Love»                                                         | Эндрю Овертум             | Кейси Александр, Зеус Цервас и Дерек Иверсен               | 25 марта 2010       | 17 февраля 2011        |
| Был обычный день, Губка Боб решил погулять с Гэри в парке. Гэри отправился гулять без особого энтузиазма, но… в парке он вдруг встретил Мэри. Гэри влюблён. Но проблема ещё в том, что в Мэри влюблён местный хулиган — Билли. Он обещает наказать соперника. Гэри ни о чем думать не может, кроме как о Мэри и отправляется на её поиски. Тем временем, Губка Боб думает, что Гэри похитили. |            |                                                                                        |                           |                                                            |                     |                        |
| 138a | 12a        | «Пьеса — это находка» «The Play’s the Thing»                                           | Том Ясуми                 | Люк Брукшир, Нэйт Кэш и Стивен Бэнкс                       | 26 марта 2010       | 24 февраля 2011        |
| Сквидварду приходит письмо от знаменитого продюсера Баадзи Барракуды, в ответ на высланный им сценарий пьесы, но к его великому сожалению, его пьесу не приняли. И к Сквидварду приходит идея поставить пьесу в Красти Крабе, но он так увлёкся своей пьесой, что забыл, о своей должности обслуживать клиентов… |            |                                                                                        |                           |                                                            |                     |                        |
| 138b | 12b        | «Восхитительное родео» «Rodeo Daze»                                                    | Алан Смарт                | Люк Брукшир, Нэйт Кэш и Ричард Пурсель                     | 6 февраля 2010      | 24 февраля 2011        |
| Сэнди собирается ехать в Техас на родео. Губка Боб не знает, что такое родео и для того, чтобы это ему объяснить, Сэнди поёт весёлую песню про родео. Но Губка Боб думает, что Сэнди надо спасти от родео и собирает всех жителей города. |            |                                                                                        |                           |                                                            |                     |                        |
| 139a | 13a        | «Секретный рецепт и бабуля» «Gramma’s Secret Recipe»                                   | Алан Смарт                | Аарон Спрингер и Дэни Михаэли                              | 6 июля 2010         | 3 марта 2011           |
| Планктон маскируется собственной бабушкой, чтобы украсть секретную формулу крабсбургера. |            |                                                                                        |                           |                                                            |                     |                        |
| 139b | 13b        | «Мелочь тоже деньги» «The Cent of Money»                                               | Эндрю Овертум             | Кейси Александр, Зеус Цервас и Дэни Михаэли                | 7 июля 2010         | 3 марта 2011           |
| Мистер Крабс видит, что к Гэри притягиваются монеты, и использует его для их поисков. |            |                                                                                        |                           |                                                            |                     |                        |
| 140a | 14a        | «Монстр, который пришёл в Бикини Боттом» «The Monster Who Came to Bikini Bottom»       | Эндрю Овертум             | Аарон Спрингер и Дэни Михаэли                              | 28 января 2011      | 19 марта 2011          |
| Патрик, играя в одиночестве за городом, случайно выпускает из бочки громадного Монстра. Монстр Оказывается очень близок Патрику как по духу, так и по интеллекту. Он оказывается совсем не злым, хоть и громадным. Друзья долго играют вместе и им совсем не скучно. Вдруг Патрику в голову приходит идея — познакомить Монстра с Губкой Бобом. Он забирается к Монстру в рот и таким образом приезжает в гости к Губке Бобу. Примечание: Часть сюжета «Легенды Бикини-Боттом». |            |                                                                                        |                           |                                                            |                     |                        |
| 140b | 14b        | «Добро пожаловать в Бикини Боттом Треугольник» «Welcome to the Bikini Bottom Triangle» | Алан Смарт                | Люк Брукшир, Нэйт Кэш и Дэни Михаэли                       | 28 января 2011      | 19 марта 2011          |
| В Бикини Боттом начали внезапно пропадать у всех вещи. У Губки Боба пропал будильник, у Гэри раковина, Сквидвард лишился своего кларнета, а Патрик никак не может найти свои запонки. Даже сам Крабс куда-то исчез. Один из посетителей, старый моряк Чарльз, рассказывает героям как всё исчезает. Неожиданно герои попадают в то место, где находятся все пропавшие вещи, где и встречают Крабса. Оказалось, что когда начинают петь русалки, огромный пылесос засасывает в Треугольник всё больше вещей и жителей. Примечание: Часть сюжета «Легенды Бикини-Боттом». |            |                                                                                        |                           |                                                            |                     |                        |
| 141a | 15a        | «Проклятье Хекс» «The Curse of the Hex»                                                | Том Ясуми                 | Аарон Спрингер и Ричард Пурсель                            | 11 июня 2011        | 12 января 2012         |
| В Красти Краб приходит старуха и просит продать ей крабсбургер, но у неё нет денег. Мистер Крабс её выгоняет, и тогда она проклинает Красти Краб. Крабс уверен, что все эти проклятия просто выдумки и суеверия, но вскоре начинают происходить странные вещи… Примечание: Часть сюжета «Легенды Бикини-Боттом». |            |                                                                                        |                           |                                                            |                     |                        |
| 141b | 15b        | «Большая затычка» «The Main Drain»                                                     | Алан Смарт                | Люк Брукшир, Нэйт Кэш и Даг Лоуренс                        | 28 января 2011      | 12 января 2012         |
| Однажды Губка Боб обнаруживает на кухне большой потоп. Найдя в раковине затычку, он хочет её вытащить. Перепуганный мистер Крабс запрещает трогать эту затычку и рассказывает Губке Бобу и Патрику страшную историю о том, как двое детей открыли на дне моря большую затычку, и туда засосало весь Бикини Боттом. Губка Боб и Патрик собираются отыскать эту затычку. Примечание: Часть сюжета «Легенды Бикини-Боттом». |            |                                                                                        |                           |                                                            |                     |                        |
| 142a | 16a        | «Подводная деревенщина» «Trenchbillies»                                                | Эндрю Овертум             | Аарон Спрингер и Ричард Пурсель                            | 29 января 2011      | 19 марта 2011          |
| Ловя медузу, Губка Боб и Патрик случайно попадают в другой город, в котором живёт подводная деревенщина. Жителям этого города совсем не нравятся Губка Боб и Патрик и дают им шанс быть достойными. Когда они проходят ряд испытаний, деревенщина принимает их в клан. После этого Губке Бобу и Патрику не дают вернуться в Бикини Боттом, но они убегают и прячутся в Красти Крабе, где Крабс как всегда рад посетителям… Примечание: Часть сюжета «Легенды Бикини-Боттом». |            |                                                                                        |                           |                                                            |                     |                        |
| 142b | 16b        | «Несчастное извержение» «Sponge-Cano!»                                                 | Том Ясуми                 | Кейси Александр, Зеус Цервас и Дерек Иверсен               | 28 января 2011      | 19 марта 2011          |
| Сквидвард считает себя самым несчастным жителем Бикини Боттом, так как его все раздражают — и Губка Боб, и посетители Красти Краба. Внезапно началось извержение вулкана. На городском собрании появляется древний воин-дельфин, прибывший из прошлого. Он заявил, что для того, чтобы остановить извержение вулкана, нужно принести в жертву самого несчастного жителя Бикини Боттом. Похоже, трудно отыскать более подходящую кандидатуру на эту роль, чем Сквидвард… Примечание: Часть сюжета «Легенды Бикини-Боттом». |            |                                                                                        |                           |                                                            |                     |                        |
| 143 | 17         | «Великое ограбление в поезде» «The Great Patty Caper»                                  | Том Ясуми и Алан Смарт    | Кейси Александр, Зеус Цервас, Стивен Бэнкс и Дэни Михаэли  | 11 ноября 2010      | 10 марта 2011          |
| В морозилке закончились котлеты — самый важный ингредиент крабсбургера. Мистер Крабс и Губка Боб пытаются сделать котлету, но забывают, какая нужна соль. Мистер Крабс решил посмотреть в формулу, но её крадёт Планктон. Мистер Крабс отбирает у Планктона формулу и решает отнести её в банк. Но после отправки формулы он вспоминает, что хотел вместе с Губкой Бобом посмотреть состав. Мистер Крабс поручает Губке Бобу доставить формулу и даёт ему ключ от сейфа с ним. Губка Боб берёт за компанию Патрика, ведь прежде чем добраться к сейфу, им надо совершить поездку к нему. Они отправляются в путь, садятся в поезд. Но в вагоне они понимают, что потеряли ключ от сейфа. Помимо других пассажиров в поезде так же оказывается Планктон, который ни чуть не меньше заинтересован в похищении ключа. Патрик и Губка Боб должны найти вора. Но кто же этот вор? |            |                                                                                        |                           |                                                            |                     |                        |
| 144a | 18a        | «Полное погружение» «That Sinking Feeling»                                             | Эндрю Овертум             | Люк Брукшир, Нэйт Кэш и Даг Лоуренс                        | 8 июля 2010         | 24 марта 2011          |
| Сквидварду постоянно мешают играющие Губка Боб и Патрик, и поэтому он запретил им играть на территории, которая находится возле его дома, отчертив линию, за которую они не должны переступать. Друзья решают прорыть тоннель между своими домами, чтоб играть вместе. В результате, весь город погружён под землю. |            |                                                                                        |                           |                                                            |                     |                        |
| 144b | 18b        | «Звезда каратэ» «Karate Star»                                                          | Том Ясуми                 | Кейси Александр, Зеус Цервас и Дерек Иверсен               | 9 июля 2010         | 24 марта 2011          |
| Когда муха попала в рот Губке Бобу, у того перехватило дыхание. В этот момент пришёл Патрик, шмякнув друга об дверь и муха вылетела. Губка Боб пообещал выполнить любое желание друга. И Губка Боб научил Патрика карате, оказалось, что у Патрика есть способности, и он может разбить рукой любую вещь. Постепенно рука выходит из под контроля и начинает разбивать все, что попадается на пути… |            |                                                                                        |                           |                                                            |                     |                        |
| 145a | 19a        | «Затерянные во времени» «Buried in Time»                                               | Эндрю Овертум             | Нэйт Кэш, Шон Чэрмэтц и Даг Лоуренс                        | 18 сентября 2010    | 19 ноября 2011         |
| Губка Боб, Сквидвард и Патрик случайно застревают в временной капсуле, вместе со всяким хламом, а главное с копией формулы крабсбургеров, что заинтересовало Планктона. |            |                                                                                        |                           |                                                            |                     |                        |
| 145b | 19b        | «Сладкие Чики мечты» «Enchanted Tiki Dreams»                                           | Алан Смарт                | Аарон Спрингер, Шон Чарматц и Ричард Пурсель               | 19 июня 2010        | 19 ноября 2011         |
| Губка Боб и Патрик доводят до слёз Сквидварда своими глупыми играми, и чтобы осчастливить Сквидварда, Губка Боб и Патрик строят место, где Сквидвард мог бы отдохнуть. |            |                                                                                        |                           |                                                            |                     |                        |
| 146a | 20a        | «Абразивная сторона» «The Abrasive Side»                                               | Том Ясуми                 | Люк Брукшир, Нэйт Кэш и Даг Лоуренс                        | 27 ноября 2010      | 19 ноября 2011         |
| Губка Боб столкнулся с проблемой: он никому не может сказать «нет». Для того, чтобы Губка Боб не быть столь мягкотелым, Гэри заказал по почте для него абразивную сторону и приклеил её на спину Губки Боба. Губка Боб стал двусторонней губкой с жёсткой стороной, которая постепенно начала брать верх над его добродушной натурой. |            |                                                                                        |                           |                                                            |                     |                        |
| 146b | 20b        | «Навязчивая мелодия» «Earworm»                                                         | Алан Смарт                | Кейси Александр, Зеус Цервас и Дерек Иверсен               | 27 ноября 2010      | 19 ноября 2011         |
| В голове у Губки Боба застряла очень популярная навязчивая мелодия, которая начала портить его жизнь и не давала нормально работать. Сэнди, мистер Крабс и Сквидвард ищут мелодию от червячка, который залез в мозг не даёт покоя их жёлтому другу. |            |                                                                                        |                           |                                                            |                     |                        |
| 147a | 21a        | «Прячься, а там посмотрим» «Hide and Then What Happens?»                               | Эндрю Овертум             | Аарон Спрингер и Дэни Михаэли                              | 9 августа 2010      | 5 декабря 2011         |
| Губка Боб предлагает Патрику сыграть в прятки. Несмотря на то, что Патрик никогда не слышал о такой игре и не смог понять её правила, он спрятался так, что Губке Бобу пришлось взять подводную лодку, чтобы отправиться на поиски друга. Но позже он понимает (благодаря совету Патрика Не-Звезды) что главное - чтобы игра была хорошей и можно полюбить эту игру. |            |                                                                                        |                           |                                                            |                     |                        |
| 147b | 21b        | «Мошенник в раковине» «Shellback Shenanigans»                                          | Эндрю Овертум             | Аарон Спрингер и Ричард Пурсель                            | 18 сентября 2010    | 5 декабря 2011         |
| В закусочной «Красти Краб» скоро будет День домашнего питомца, и Губка Боб собирается взять на работу Гэри. Планктон собирается замаскироваться под Гэри, чтобы проникнуть в «Красти Краб» и украсть формулу приготовления крабсбургеров. Когда настоящий Гэри обнаруживает Губку Боба с другим «любимцем», он не на шутку обижается на хозяина. |            |                                                                                        |                           |                                                            |                     |                        |
| 148a | 22a        | «Шедевр» «The Masterpiece»                                                             | Том Ясуми                 | Кейси Александр, Зеус Цервас и Стивен Бэнкс                | 2 октября 2010      | 19 ноября 2011         |
| Однажды мистер Крабс обнаружил, что из его закусочной сбежали все покупатели. Они предпочли соседнюю забегаловку «морского цыплёнка», потому что её украшала гигантская статуя цыплёнка во весь рост. Что ж, команда «Красти Краба» решила изваять статую своего босса Крабса для того, чтобы переманить посетителей обратно… |            |                                                                                        |                           |                                                            |                     |                        |
| 148b | 22b        | «Атака улиток» «Whelk Attack»                                                          | Том Ясуми                 | Люк Брукшир, Нэйт Кэш и Ричард Пурсель                     | 2 октября 2010      | 19 ноября 2011         |
| Губка Боб и Патрик прогуливались по Медузному полю и услышали странный шум. Оказалось, это стадо гигантских улиток приползло в Бикини Боттом, сметая все на своём пути. Улитки окутывали жителей городка в фиолетовые пузыри из слизи. Губка Боб и Партик объединяются с белкой Сэнди, чтобы защитить своих товарищей от наступающих врагов. Оказалось, эти улитки заболели простудой, но из-за задержки с помощью они и выросли до гигантских размеров. |            |                                                                                        |                           |                                                            |                     |                        |
| 149a | 23a        | «Ты не знаешь губку» «You Don’t Know Sponge»                                           | Алан Смарт                | Люк Брукшир, Нэйт Кэш и Дерек Иверсен                      | 9 августа 2010      | 25 ноября 2011         |
| Патрик и Губка Боб проходят тест на знание своего лучшего друга. Губка Боб с лёгкостью ответил на все вопросы, но выяснил, что Патрик вообще не знает его, и друзья ссорятся. |            |                                                                                        |                           |                                                            |                     |                        |
| 149b | 23b        | «Тоннель „Перчатка“» «Tunnel of Glove»                                                 | Алан Смарт                | Кейси Александр, Зеус Цервас и Дэни Михаэли                | 12 февраля 2011     | 25 ноября 2011         |
| Губка Боб и Перл, дочь мистера Крабса, отправляются кататься на аттракционе «Тоннель Перчатка», но застревают внутри. Патрик пытается спасти своего лучшего друга. |            |                                                                                        |                           |                                                            |                     |                        |
| 150a | 24a        | «Красти Доги» «Krusty Dogs»                                                            | Том Ясуми                 | Аарон Спрингер и Дэни Михаэли                              | 9 октября 2010      | 26 ноября 2011         |
| Губка Боб изобретает красти дог — хот-дог со вкусом крабсбургера. Новое блюдо очень понравилось мистеру Крабсу, и он решает закрепить его в меню. Красти доги становятся такими популярными, что вытесняют крабсбургеры. Губка Боб и Сквидвард объединяют усилия, чтобы вернуть в «Красти Краб» фирменное блюдо. |            |                                                                                        |                           |                                                            |                     |                        |
| 150b | 24b        | «Обломки Моны Лоа» «The Wreck of the Mauna Loa»                                        | Эндрю Овертум             | Кейси Александр, Зеус Цервас и Дерек Иверсен               | 9 октября 2010      | 26 ноября 2011         |
| Патрик и Губка Боб снуют по Бикини Боттом в поисках нового секретного места для игр. Неожиданно под ними открывается колодец и друзья оказываются на затонувшем корабле «Мона Лоа», который они и решили избрать своим тайным убежищем. Однако про это место прознал мистер Крабс и загорелся идеей найти на корабле сундук с сокровищами. |            |                                                                                        |                           |                                                            |                     |                        |
| 151a | 25a        | «Новый сосед» «New Fish in Town»                                                       | Эндрю Овертум             | Аарон Спрингер и Дерек Иверсен                             | 15 января 2011      | 27 ноября 2011         |
| Неподалёку от дома Сквидварда остановился домик на колёсах с новым жильцом — рыбкой Говардом. Оказалось, что у новичка и кальмара много общих интересов. Наконец-то у Сквидварда появится настоящий лучший друг! Но оказывается, Говард переехал с прошлого места жительства из-за очень шумных соседей, которые любили пускать мыльные пузыри и заниматься ловлей медуз. Для того, чтобы Говард не уехал, Сквидвард начинает всячески скрывать Губку Боба и Патрика. |            |                                                                                        |                           |                                                            |                     |                        |
| 151b | 25b        | «Обожаю Сквидди» «Love That Squid»                                                     | Алан Смарт                | Кейси Александр, Зеус Цервас, Шон Чэрмэтц и Ричард Пурсель | 12 февраля 2011     | 27 ноября 2011         |
| Сквидвард встречает девушку своей мечты — Сквильвию, но не может назначить ей свидание, как не знает, как правильно ухаживать за возлюбленной. К нему на помощь приходит Губка Боб, который преподаёт Сквидварду несколько уроков галантности. |            |                                                                                        |                           |                                                            |                     |                        |
| 152a | 26a        | «Большая сестра Сэм» «Big Sister Sam»                                                  | Том Ясуми                 | Кейси Александр, Зеус Цервас и Ричард Пурсель              | 15 января 2011      | 20 ноября 2011         |
| Как-то раз Губка Боб проснулся от странных звуков. Оказалось, это Патрик прибирался в своём жилище, готовясь к встрече с сестрой, с которой его разлучили в детстве. Приехавшая сестра выросла настоящим гигантом. Она заявила Патрику, что он живёт в слишком маленьком доме, и взялась своими руками его перестраивать и запрещает разговаривать с «гадкими» — с Губкой Бобом и «большим носом» Сквидвардом. |            |                                                                                        |                           |                                                            |                     |                        |
| 152b | 26b        | «Идеальная химия» «Perfect Chemistry»                                                  | Алан Смарт                | Люк Брукшир, Нэйт Кэш и Даг Лоуренс                        | 26 февраля 2011     | 20 ноября 2011         |
| Сэнди и Губка Боб работают над новым изобретением — телепортатором. Планктон пронюхал об этом и хочет использовать этот прибор для того, чтобы в очередной раз попытаться украсть формулу крабсбургера, своего любимого блюда. |            |                                                                                        |                           |                                                            |                     |                        |